# جون بي. إل. غودوين
جون بي. إل. غودوين (بالإنجليزية: John B. L. Goodwin)‏ هو كاتب للأطفال وشاعر أمريكي، ولد في 1912 في مانهاتن في الولايات المتحدة، وتوفي في 1994.